# Kanamadi, Bijapur
Kanamadi là một làng thuộc tehsil Bijapur, huyện Bijapur, bang Karnataka, Ấn Độ.